# Публий Фурий Фил
Публий Фурий Фил (на латински: Publius Furius Philus) e политик на Римската република през 3 век пр.н.е. Той е син на Спурий Фурий Фил.
През 223 пр.н.е. Фурий е избран за консул заедно с Гай Фламиний. Те подчиняват галите на Рим и след това празнува триумф. През 216 пр.н.е. е претор, 214 пр.н.е. става цензор с Марк Атилий Регул. Тогава много сенатори са изключени от сената за враждебност към държавата. През 213 пр.н.е. умира като цензор и по това време е авгур.